# Indian River Challenger
L'Indian River Challenger è stato un torneo professionistico di tennis giocato su campi in terra verde. Faceva parte dell'ATP Challenger Series. L'unica edizione si è disputata nel 1979 nella Contea di Indian River, negli Stati Uniti.

## Albo d'oro

### Singolare
| Anno | Campione     | Finalista  | Punteggio |
| ---- | ------------ | ---------- | --------- |
| 1979 | Billy Martin | Rick Fagel | 6–2, 6–0  |

### Doppio
| Anno | Campioni                  | Finalisti                | Punteggio |
| ---- | ------------------------- | ------------------------ | --------- |
| 1979 | Kevin Curren Steve Denton | Pat Cramer Cliff Letcher | 6–4, 7–5  |